# Kysełewe
Kysełewe (ukr. Киселеве) – osiedle na Ukrainie, w obwodzie ługańskim, w rejonie dołżańskim, od 2014 pod kontrolą marionetkowej, uzależnionej od Rosji Ługańskiej Republiki Ludowej. W 2001 liczyło 372 mieszkańców, spośród których 41 wskazało jako ojczysty język ukraiński, 330 rosyjski, a 1 białoruski.